# Пановское сельское поселение (Крутинский район)
Пановское се́льское поселе́ние — муниципальное образование в Крутинском районе Омской области Российской Федерации.
Административный центр — село Паново.

## История
Статус и границы сельского поселения установлены Законом Омской области от 30 июля 2004 года № 548-ОЗ «О границах и статусе муниципальных образований Омской области».

## Население
| 2010 | 2011  | 2012  | 2013  | 2014  | 2015 | 2016 |
| ---- | ----- | ----- | ----- | ----- | ---- | ---- |
| 1104 | ↘1100 | ↘1069 | ↘1035 | ↘1011 | ↘984 | ↘953 |
| 2017 | 2018  | 2019  | 2020  | 2021  | 2023 |      |
| ↘929 | ↘899  | ↘876  | ↘862  | ↘678  | ↘643 |      |

## Состав сельского поселения
| № | Населённый пункт | Тип населённого пункта       | Население |
| - | ---------------- | ---------------------------- | --------- |
| 1 | Камчатка         | деревня                      | 71        |
| 2 | Козулино         | деревня                      | 32        |
| 3 | Красный Яр       | деревня                      | 136       |
| 4 | Паново           | село, административный центр | 865       |